# Pero López de Ayala
Pero López de Ayala, španski državnik, zgodovinar, pesnik in dvorjan, * 1332, Vitoria, † 1407.